# Elkalyce idmon
Elkalyce idmon är en fjärilsart som beskrevs av Jacob Hübner 1824. Elkalyce idmon ingår i släktet Elkalyce och familjen juvelvingar. Inga underarter finns listade i Catalogue of Life.